# Николай Дюлгеров (художник)
Вижте пояснителната страница за други личности с името Николай Дюлгеров.
Николай Славов Дюлгеров е български художник и дизайнер, централна фигура за движението на втория италиански футуризъм.

## Биография
Роден е през 1901 г. в Кюстендил. През 1920 и 1921 г. следва във виенското Училище за приложни изкуства, като взима участие в годишните изложения на модерно изкуство. През 1922 г. следва в Дрезден, където подрежда самостоятелна изложба, а след това се представя и в Берлин. През 1923 г. е във Ваймар, където посещава „Баухаус“. През 1924 г. Народният музей в София устройва самостоятелна изложба на Дюлгеров.
От 1926 г. се установява в Торино, Италия, където следва във Висшето училище по архитектура на Албертинската художествена академия и завършва архитектура. Само няколко месеца след пристигането си в Торино се свързва със средите на футуристите. Името му се свързва с търсенията и постиженията на известното в Италия течение в изкуството „секондо футуризмо“. Изявява се като новатор, създава собствена идея за футуризма. Най-значимите си творби създава през 20-те и 30-те години. Дюлгеров е единственият българин в редицата на големите пионери на европейския авангард от 20-те години. Изявява се като художник, публицист, архитект по вътрешна архитектура и обзавеждане, дизайнер. Създава рекламни постери за Чинцано и Campari.

## Творчество
Участва в повече от 40 общи изложби във Венеция (1927), Лайпциг (1928), Париж (1928), Падуа и Торино. Открива самостоятелни изложби в галерията „Пезаро“ в Милано (1929, 1971), в галерията „Кодебо“, Торино (1929, 1971), в Рим (1978), в Галерията за модерно изкуство „Равенян“, Венеция (1971).
Негови работи се намират в различни колекции в Италия, включително и в Националната галерия за съвременно изкуство, Рим. 10 от най-известните му творби се намират в Художествената галерия „Владимир Димитров – Майстора“, Кюстендил.

## Награди
Носител е златен медал от прегледа „Италианското изкуство през 1915 – 35“ във Флоренция (1967), златна тарга „Ла Грива“ на Общината Лейни и златен медал от „Наградата на Торино“ (1968), „Огърлица за първо произведение“, Торино (1972), „Златен кентавър“, Салсомаджоре (1976) и др.